# 姜起潤
姜 起潤（カン・ギユン、朝鮮語: 강기윤、1960年6月4日 - ）は、大韓民国の政治家。慶尚南道昌原市に生まれた。本貫は晋州姜氏。
イルチン金属工業代表取締役を務めた後、第7・8代慶尚南道議会議員と第19・21代国会議員である。

## 学歴
- 昌原サンナム小学校卒業
- 昌原南中学校卒業
- 馬山工業高校を卒業
- 昌原大学校行政学科卒業
- 中央大学校大学院学修士卒業
- 昌原大学校大学院行政博士卒業

## 経歴
- ハンナラ党全国委員
- 昌原市生活体育協議会理事
- 昌原市テニス協会副会長
- 昌原市肢体障害者後援会会員
- 韓国青年指導者連合会昌原市支部運営諮問委員
- 慶尚南道射撃連盟理事
- 慶南21環境教育連合会の諮問委員会の委員
- 慶尚南道都市計画委員会の委員
- 慶尚南道青少年総合支援本部理事
- 韓国青年指導者連合会慶尚南道支部会長
- 韓国青年指導者連合会中央会副会長
- 希望コリア慶尚南道中部圏会長
- 6.3同志会慶尚南道支部副支部長
- 嶺南地域発展研究院首席研究委員
- 日進金属代表取締役
- 金烏エンジニアリングCEO
- 東亜大学校行政学科兼任教授
- 2002.07〜2007.12：第7〜8代慶尚南道議員（[昌原市第4選挙区] / 2線、ハンナラ党）
- 第7代慶尚南道議会企画行政委員会委員長
- 慶尚南道議会ハンナラ党院内代表
- 第8代慶尚南道議会建設消防委員会の委員
- ハンナラ党昌原地区党副委員長
- ハンナラ党慶南派閥公認審査委員会の委員
- ハンナラ党院外党員協議会招待に感謝
- ハンナラ党中央教育院副委員長
- ハンナラ党昌原党員協議会委員長,
- 2012：セヌリ党昌原党員協議会委員長
- 2012.05〜2016.05：第19代国会議員（昌原市城山区/セヌリ党）
- 2014.05〜2015.02：セヌリ党ウォン内部代表
- 2015.03：セヌリ党慶南派閥長
- 自由韓国党慶尚南道あたり昌原市城山区党員協議会委員長
- 自由韓国党慶尚南道あたり民生特別委員
- 自由韓国党慶尚南道あたり民生衛生委員会委員長
- 2018.01〜：大韓民国八角回慶南地区ガバナー
- 2018.11：自由韓国党慶尚南道あたり民生政策開発委員長
- 2018.12〜2020.02：自由韓国党慶南派閥昌原市城山区党協委員長
- 2020.02：未来統合党慶南派閥昌原市城山区党協委員長
- 2020.05〜：第21代国会議員（昌原市城山区/未来統合党）
- 2020.07〜2020.09：未来統合党小商工人を生かす特別委員会副委員長
- 2020.08〜2020.09：未来統合党COVID19対策特別委員会の委員
- 2020.09〜：国民の力小商工人を生かす特別委員会副委員長
- 2020.09〜：国民の力COVID19対策特別委員会の委員

## 議員活動
- 2012年5月30日〜2016年5月29日：第19代国会議員（慶南昌原市城山区）
- 2012年5月〜2013年3月：第19代国会前半行政安全委員会の委員
- 2013年3月〜2014年5月：第19代国会前半安全管理委員会の委員
- 2014年6月〜2015年8月：第19代国会後半安全管理委員会の委員
- 2014年6月〜2015年2月：第19代国会後半運営委員会の委員
- 2015年8月〜2016年5月：第19代国会後半安全管理委員会幹事
- 2020年5月30日〜：第21代国会議員（慶南昌原市城山区）
- 2020年7月〜：第21代国会前半保健福祉委員会幹事
- 2020年7月〜：庶民金融有効と小商工人フォーラムの構成議員
- 2020年7月〜：国家エネルギー政策フォーラムを構成する議員
- 2020年10月〜：第21代国会前半保健福祉委員会第1法案審査小委員会委員長
- 2020年10月〜：第21代国会前半保健福祉委員会第2法案審査小委員会委員
- 2020年10月〜：第21代国会前半保健福祉委員会の予算決算審査小委員会委員

## 不祥事
姜起潤は2019年前半期の補欠選挙に立候補したが、3月30日の遊説活動中、弁士として昌原に来た自由韓国党代表の黄教安と共に試合中の昌原サッカーセンターに乱入した。当時はKリーグ1の4ラウンド戦である慶南FCと大邱FCの試合があったため、慶南FC側はルール違反となる選挙用のジャケットを着たままでの進入の阻止を試みたが失敗した。2人は競技場内に入った後、試合の観客に挨拶し選挙活動を行った。スポーツの政治的中立性違反とされるため、4月2日、韓国プロサッカー連盟の賞罰委員会は慶南FCに対して制裁金2千万ウォンの懲戒処分を下した。一方、自由韓国党側は後にこのような規定があることを知らなかったと謝罪したが、公職選挙法違反の疑いについて検察側は同年7月に「競技場が法律上、演説禁止の場所に該当しない」として無嫌疑の結論を出した。